# Luis Teisseire
Luis Teisseire (* 24. Oktober 1883 in Buenos Aires; † 3. Mai 1960 ebenda) war ein argentinischer Tangokomponist und -dichter, Flötist und Bandleader.

## Leben
Teisseire arbeitete in seiner Jugend als Schuster, bei der Eisenbahn und in einem Blumengeschäft. Er lernte autodidaktisch Flöte zu spielen und hatte später Unterricht bei Mauricio Guariglia. Um die Jahrhundertwende trat er in Cafés wie dem Café de Hansen (mit dem Gitarristen Eusebio Aspiazu und dem Geiger Julián Urdapilleta), Ballsälen und Tangolokalen u. a. mit den Formationen Rosendo Mendizábals, Alfredo Bevilacquas, Carlos Posadas’ und Augusto Bertos auf. Zu dieser Zeit entstand auch der erste der langen Reihe seiner Tangos: La Nacion. Er leitete in seiner Laufbahn kleine Ensembles mit vier oder fünf Musikern, aber auch große Formationen mit mehr als einhundert Musikern.
Seit seiner Jugend war Teisseire auch politisch aktiv. Er war Anhänger des Anarchismus und verlor seine Arbeit in der Florería de Vitale, weil er Streiks organisiert hatte. Später gehörte der zu den Gründungsmitgliedern (und war mehrfach Vizepräsident) der Asociación de Autores y Compositores de Música, aus der 1936 die Sociedad Argentina de Autores y Compositores de Música (SADAIC) hervorging.

## Kompositionen
Tangos
- La Nación (1900)
- Muy de la plataforma (1908)
- Cosa linda barata (auch als Bar Exposición) (1909)
- El canchero (1914)
- Marta (1914)
- El rulito (1915)
- Carnerito (1916)
- Entrada prohibida (1918)
- Cinco a dos (1918)
- La capillita (1919)
- El vasco de Olavarría (1920)
- Entrada libre (Text von Rodolfo Sassone) (1920)
- Del pasado (1921)
- Lomanquén (1921)
- El último mate (Text, Komposition von Juan de Dios Filiberto) (1922)
- Truco (1922)
- De mil amores (Text, Komposition von Juan de Dios Filiberto) (1922)
- Celeste y blanco (Text von Arturo Kolbeneyer) (1922)
- El ramito (mit , Text von Gabino Coria Peñaloza) (1923)
- El serrucho (1924)
- Mano mora (1924)
- Por ella (1925)
- A contramano (Text von Juan Andrés Caruso) (1928)
- Sonaste tiburón
- Mi destino
- Una milonga de amor
- Madrecita yo me muero
- Mis penas
- Don Farías
- Otoñal
- Atardecer (mit seinem Sohn Germán R. Tesseire, Text von Jesús Fernández Blanco) (um 1940)

Tangos milonga
- La picasa (1917)
- Figurita (1919)
- El serrucho

Tangos canción
- Calandria (Text von Juan Andrés Caruso) (1926)
- Farolito viejo (Text von José Eneas Riú) (1927)
- Cuando mi barrio se duerme (1928)

Tangos humorísticos
- Primer auxilio (1929)
- Miau (1929)

Walzer
- Ateísmo (1915)
- Clarita (1915)
- Ausencia (1916)
- Jamás (1917)
- Croyance brisse (1919)
- El antifaz negro (1919)
- Una fiesta en mi ranchito (1922)
- Corazón (1928)

Mazurkas
- ¿Te acuerdas? (1908)
- General Villegas (1910)

Estilos criollos
- Mi guitarra (1913)
- Sin el calor de tu alma (1922)
- El fogón (1925)
- Mi guitarra (1927)

Ranchera
- En mi rancho hay una flor (1929)

Pasodoble
- Flor de España (1925)

Canción de cuna
- Germinase (1921)